# Samaa Ahmed
Samaa Farouk Ibrahim Ahmed, née le 22 juillet 1998, est une kayakiste égyptienne.

## Carrière
Aux Championnats d'Afrique de course en ligne de canoë-kayak 2016 en Afrique du Sud, Samaa Ahmed est médaillée de bronze avec Menatalla Ali Ahmed en K2 200 mètres ainsi qu'en K2 500 mètres ; elle est aussi dans la catégorie juniors médaillée de bronze en K1 200 mètres ainsi qu'en K1 500 mètres.
Elle remporte aux Jeux africains de 2019 au Maroc deux médailles d'argent, en K2 200 mètres et en K4 500 mètres, et deux médailles de bronze, en K1 200 mètres ainsi qu'en K1 500 mètres.
Elle participe ensuite aux Jeux olympiques de 2020 à Tokyo ; elle est éliminée en quarts de finale de l'épreuve de K1 500 mètres.
Elle obtient ensuite la médaille d'argent en K1 500 mètres aux Championnats d'Afrique de course en ligne de canoë-kayak 2023 à Abuja, qui sont qualificatifs pour les Jeux olympiques d'été de 2024 à Paris.